# Cypripedium debile
Cypripedium debile (укр. Золулині черевички слабкі) — трав'яниста рослина; вид секції Retrinervia роду зозулині черевички родини орхідні.
Китайська назва: 对叶杓兰 (dui ye shao lan).

## Поширення та екологія
Китай (Чунцін, Ганьсу, Хубей, Сичуань), Північний Тайвань, північна половина Японії від центральної частини Хонсю в регіон Тохоку, на Сікоку (префектури Ехіме та Кочі) рідкісні. Зустрічається на висотах від 1000 до 3400 м над рівнем моря. Хвойні та листяні ліси, трав'янисті схили з багатим перегноєм ґрунтом. Можуть сформувати розрізнені, але великі скупчення.

## Ботанічний опис
Трав'янисті багаторічники заввишки 10-30 см.
Кореневище відносно коротке.
Стебло пряме, стрункий, голий з двома листами у верхній частині.
Листя два, широкояйцеподібні, трикутно-яйцеподібні або серцеподібні. Розташовані горизонтально. Листові платівки 2,5-7 × 2,5-7 см, на вершині гострі або коротко загострені, голі.
Суцвіття термінальне, несе одну квітку. Приквітки лінійні, 1,5-3 см, голі. Квітка маленька (1,5-2 см), часто прихована під листям. Чашолистки та пелюстки блідо-зелені або жовтувато-зелені, з темно-бордовими п'ятами або крапками; губа сумчаста, біла з темно-бордовими плямами з внутрішньої частини та іноді полицями у бік гирла. Вітрило вузько яйцевидно-ланцетне, 1-2 × 0,5-0,7 см, голе, на вершині загострене. Пелюстки ланцетні, 1-2×0,3-0,5 см, вершина гостра, часто дещо охоплюють губу. Стамінодій округлий або яйцеподібний, 1-2 мм. Цвіте у травні — червні.
Плід — коробочка.
Число хромосом : 2n = 20.

## Охоронні заходи
Належить до видів, що охороняються (II додаток CITES).

## У культурі
Непогано росте в культурі протягом одного — двох років, але скільки-небудь тривале вирощування цього виду є проблематичним. Рекомендується вирощування в горщиках в органічній ґрунтовій суміші (50 % листя листяних дерев (бук або клен) і 50 % перліту тощо). Ґрунт повинен бути кислим. Вологість завжди має бути високою, не менше 60 %. Внесення великої кількості добрив не рекомендується.
За даними The International Orchid Register на квітень 2014 року, грексів за участю Cypripedium debile не зареєстровано.